# Siem (Vorname)
Siem ist ein männlicher Vorname.

## Herkunft und Bedeutung
Der Name ist die niederländische Kurzform des Namens Simon.

## Bekannte Namensträger
- Siem de Jong (* 1989), niederländischer Fußballspieler